# Języczek uchowaty

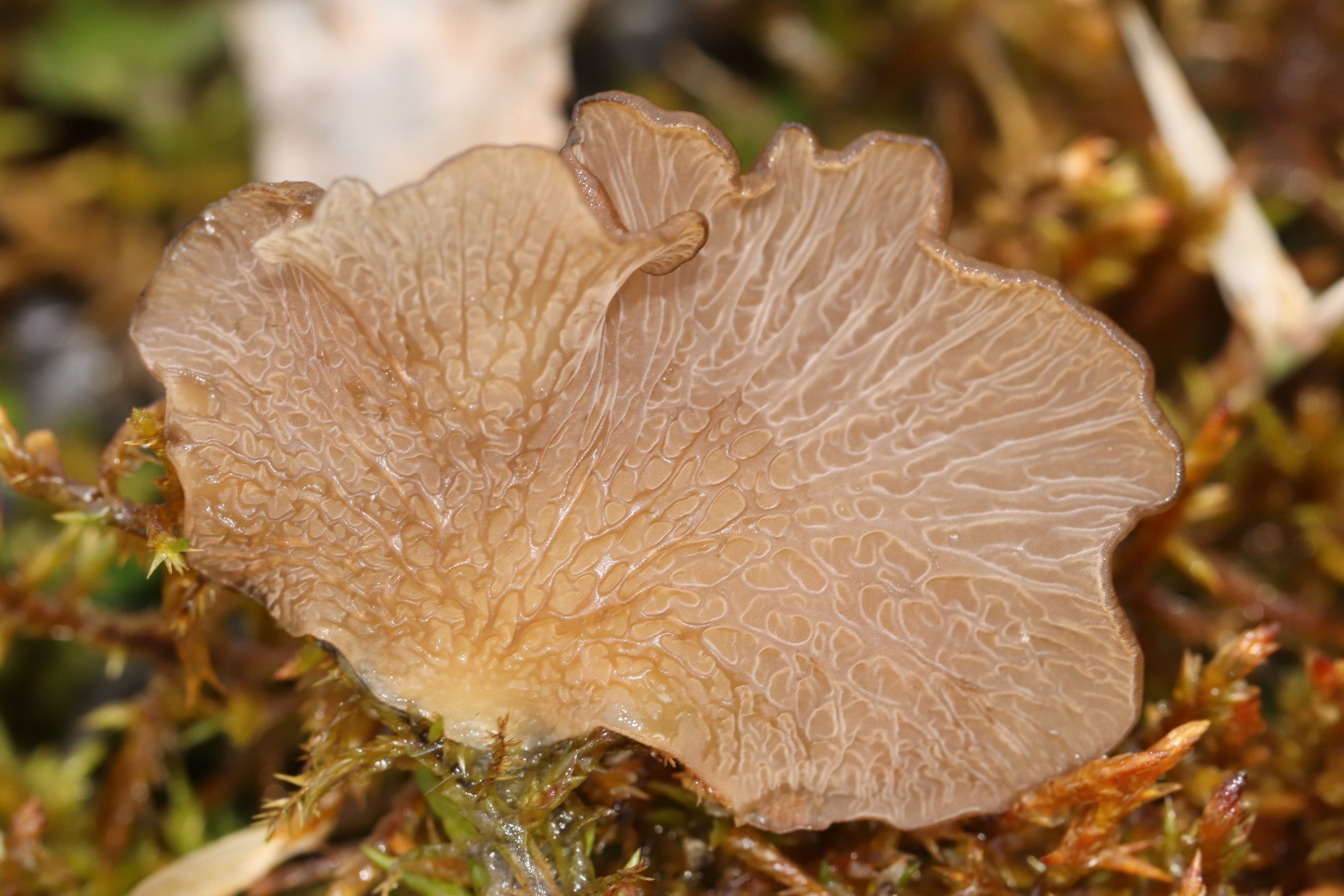

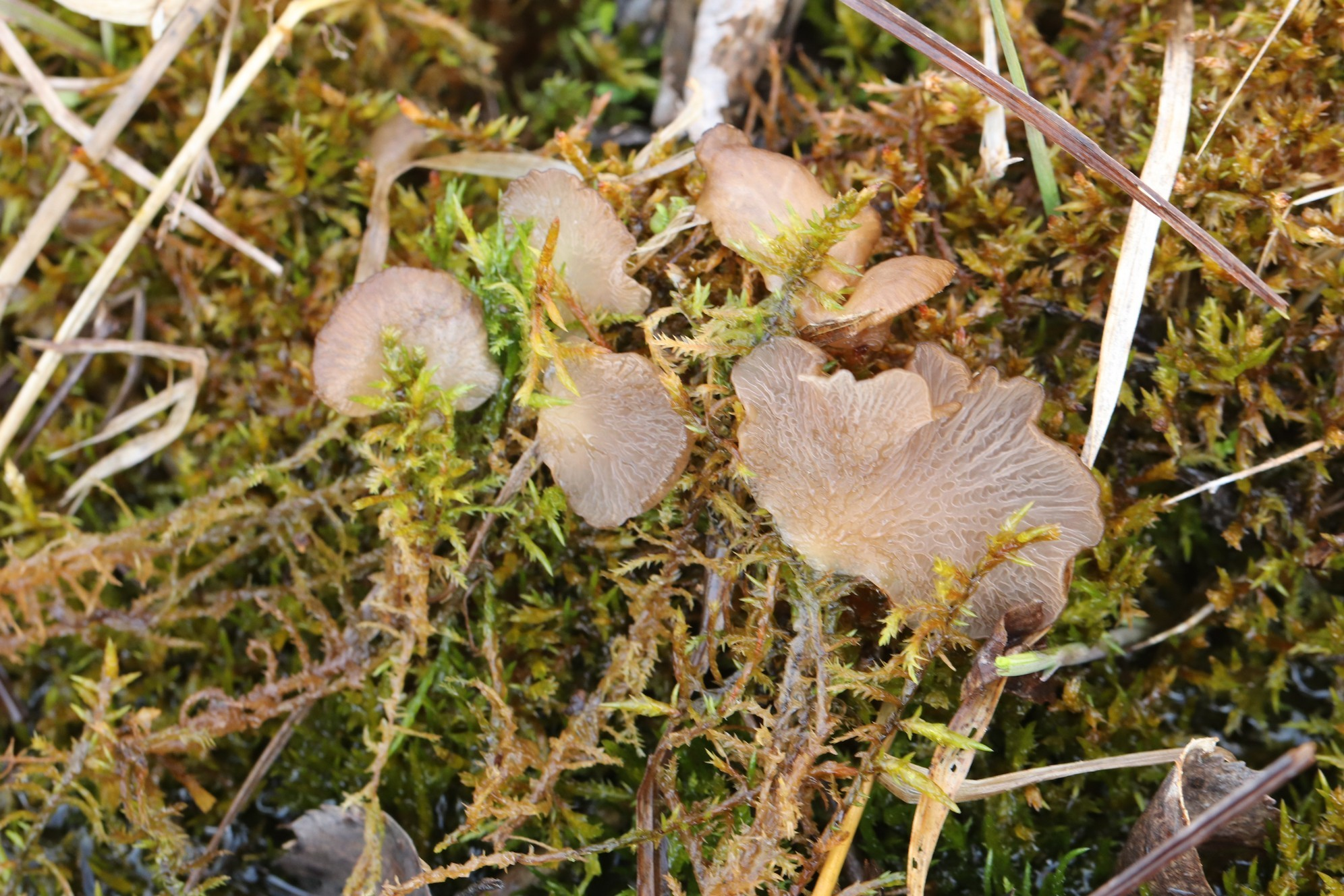

Języczek uchowaty (Arrhenia lobata (Pers.) Kühner & Lamoure ex Redhead) – gatunek grzybów z rodziny wodnichowatych (Hygrophoraceae).

## Systematyka i nazewnictwo
Pozycja w klasyfikacji według Index Fungorum: Arrhenia, Hygrophoraceae, Agaricales, Agaricomycetidae, Agaricomycetes, Agaricomycotina, Basidiomycota, Fungi.
Po raz pierwszy gatunek ten opisał w 1801 r. Christiaan Hendrik Persoon, nadając mu nazwę Merulius lobatus. Później zaliczany był do różnych rodzajów. Obecną, uznaną przez Index Fungorum nazwę, nadali mu Robert Kühner, Denise Lamoure i Scott Alan Redhead w 1984 r.
Ma 9 synonimów. Niektóre z nich:
- Leptoglossum lobatum (Pers.) Ricken 1915
- Leptotus lobatus (Pers.) P. Karst. 1879[2].

Polską nazwę nadał Władysław Wojewoda w 1979 r.

## Morfologia
Owocnik
Szerokość 1–4 cm, beztrzonowy, przyrośnięty bokiem do podłoża. Brzeg płatowaty i falisty. Powierzchnia naga, poprzecznie nieco strefowana. Jest higrofaniczny; w stanie suchym ciemnoszary do szarobrązowego, w stanie wilgotnym przeźroczysty. Hymenofor w kolorze kapelusza, listewkowaty i mniej lub bardziej siatkowaty.
Cechy mikroskopowe
Strzępki skórki ułożone promieniście do równoległych, o średnicy 4–12 µm, gładkie, zwykle z ciemnym pigmentem i nieco inkrustowane, nieregularnie na ścianach lub czasami tylko w niektórych częściach. Brak cystyd. Podstawki 25–38 × 6–9 µm, maczugowate, 4-zarodnikowe, sterygmy zwykle zakrzywione lub czasami proste, o długości do 4 µm. Zarodniki 7,5–10(-12) x 5,5–8(–9) µm, Q = 1,3, szeroko elipsoidalne, łezkowate, gładkie, szkliste, nieamyloidalne. Sprzążki są obecne we wszystkich strzępkach.

## Występowanie i siedlisko
Stanowiska języczka uchowatego podano w Europie, Ameryce Północnej, Azji i Australii. Najwięcej stanowisk podano w Europie. Występuje tu od Morza Śródziemnego po archipelag Svalbard, Islandię i Grenlandię. Częściej występuje w regionach arktyczno-alpejskich niż w umiarkowanych i na nizinach. W Europie Północnej jest dużo częstszy niż w Ameryce Północnej. W Polsce W. Wojewoda w 2003 r. przytoczył 4 stanowiska z uwagą, że jest to gatunek rzadki i zagrożony. Znajduje się na Czerwonej liście roślin i grzybów Polski. Ma status E– gatunek wymierający, którego przeżycie jest mało prawdopodobne, jeśli nadal będą działać czynniki zagrożenia. Jest rzadki we wszystkich rejonach występowania i wpisany do czerwonych ksiąg wszystkich krajów, w których występuje.
Naziemny grzyb saprotroficzny. Występuje na turzycowiskach, trzcinowiskach, bagnach, torfowiskach, murawach wysokogórskich i wyleżyskach. Czasami występuje także na wilgotnych łąkach lub obszarach, na których występują małe płaty torfowców i innych mszaków, na przykład w lasach wzdłuż strumieni i na otwartych wrzosowiskach. Powierzchnia tych siedlisk w Europie ciągle zmniejsza się, co jest jednym z ważniejszych czynników wymierania języczka uchowatego.